# Pycnomerus italicus
Pycnomerus italicus là một loài bọ cánh cứng trong họ Zopheridae. Loài này được Ganglbauer miêu tả khoa học năm 1899.